# Sauce bolognaise
Pour les articles homonymes, voir Sauce et Bologne (homonymie).
La sauce bolognaise (italien : ragù bolognese, prononcé : [raˈɡu boloɲˈɲeːze] ou ragù alla bolognese) est une recette de sauce traditionnelle de la cuisine italienne, originaire de Bologne en Émilie-Romagne, à base de bœuf haché, sauce tomate, oignon, céleri, carottes, et d'huile d'olive. À Bologne, elle est surtout utilisée avec des tagliatelles, lasagnes, cannellonis, pâtes au four, ou polenta, ainsi que pour des pâtes (en particulier des spaghettis) dans le reste du monde.

## Terminologie
Les termes « bolognais » et « bolognaise » sont des traductions approximatives du mot italien bolognese. Pour ce qui fait référence à la ville de Bologne, le terme à utiliser est « bolonais ».

## Histoire
La sauce bolognaise (ragù bolognese, en italien) est une variante italienne ancienne du ragoût de la cuisine française, qui désignait autrefois toutes ces préparations dans lesquelles viande (ou poisson) et légumes étaient réduits en petits morceaux, pour mijoter longuement au coin du feu.

Quelques recettes
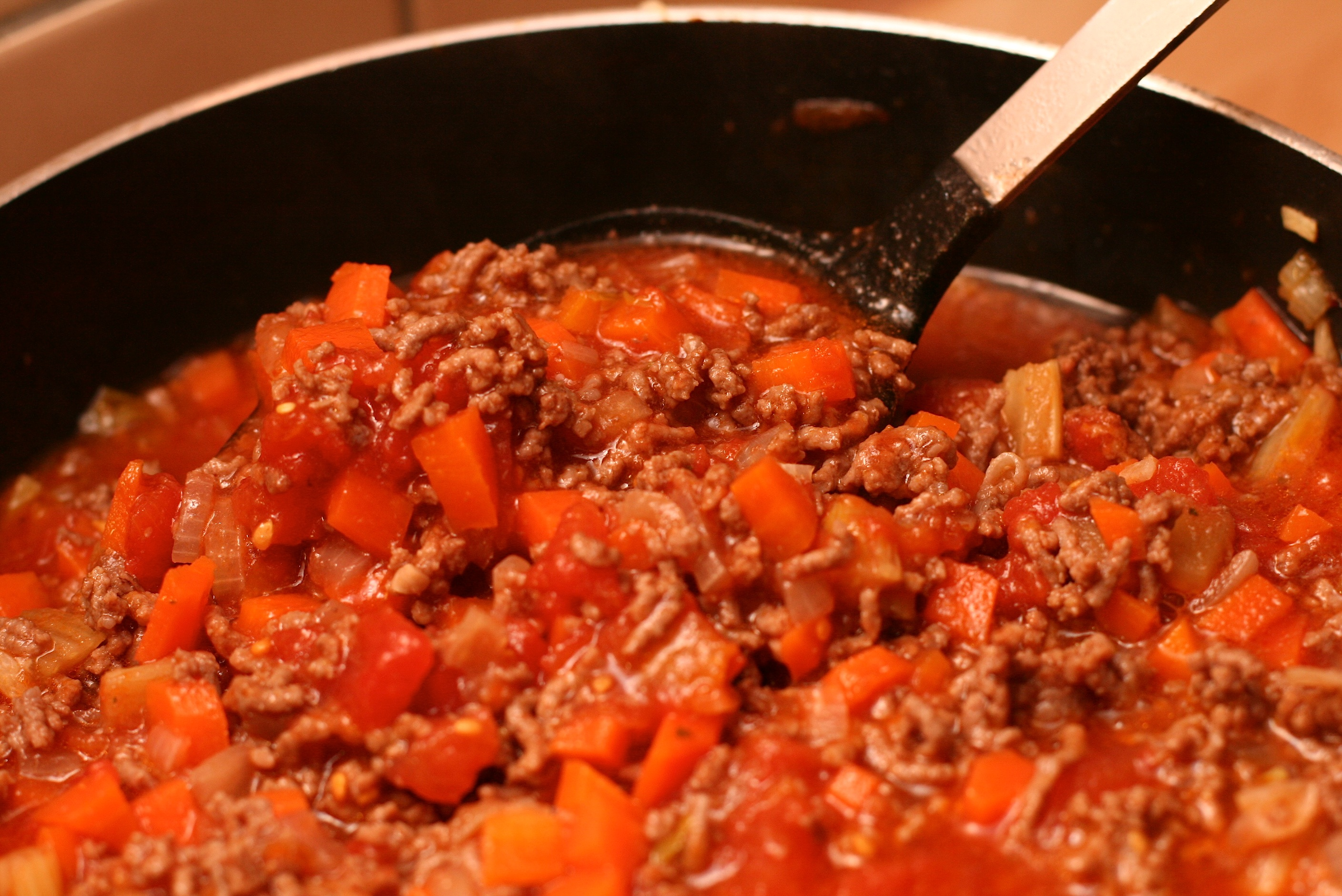
Ragù.
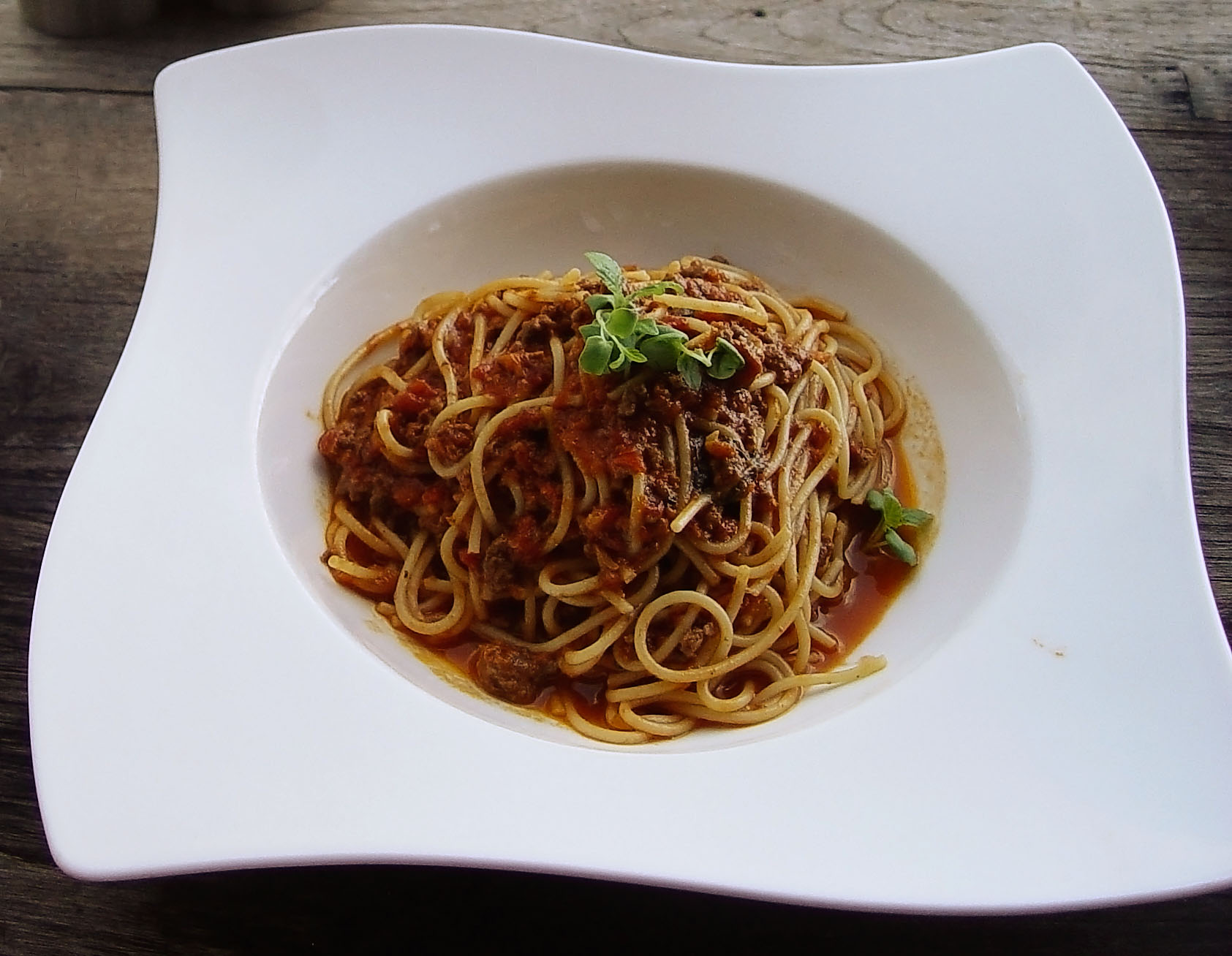
Spaghetti.

## Recette, traditions et origines
Une délégation bolonaise de l'Académie italienne de cuisine (it) a déposé la recette officielle du ragù bolognais en 1982, au Palazzo della Mercanzia de Bologne (chambre de commerce de l'industrie, de l'artisanat et de l'agriculture) avec bœuf haché, pancetta, oignons, carottes, céleri, sauce tomate (Passata di pomodoro (it)), vin rouge,, lait ou crème, sel et poivre. La recette bénéficie également d'un label PAT (Produit agroalimentaire traditionnel italien, liste des produits agroalimentaires traditionnels d'Émilie-Romagne).

Termes italiens
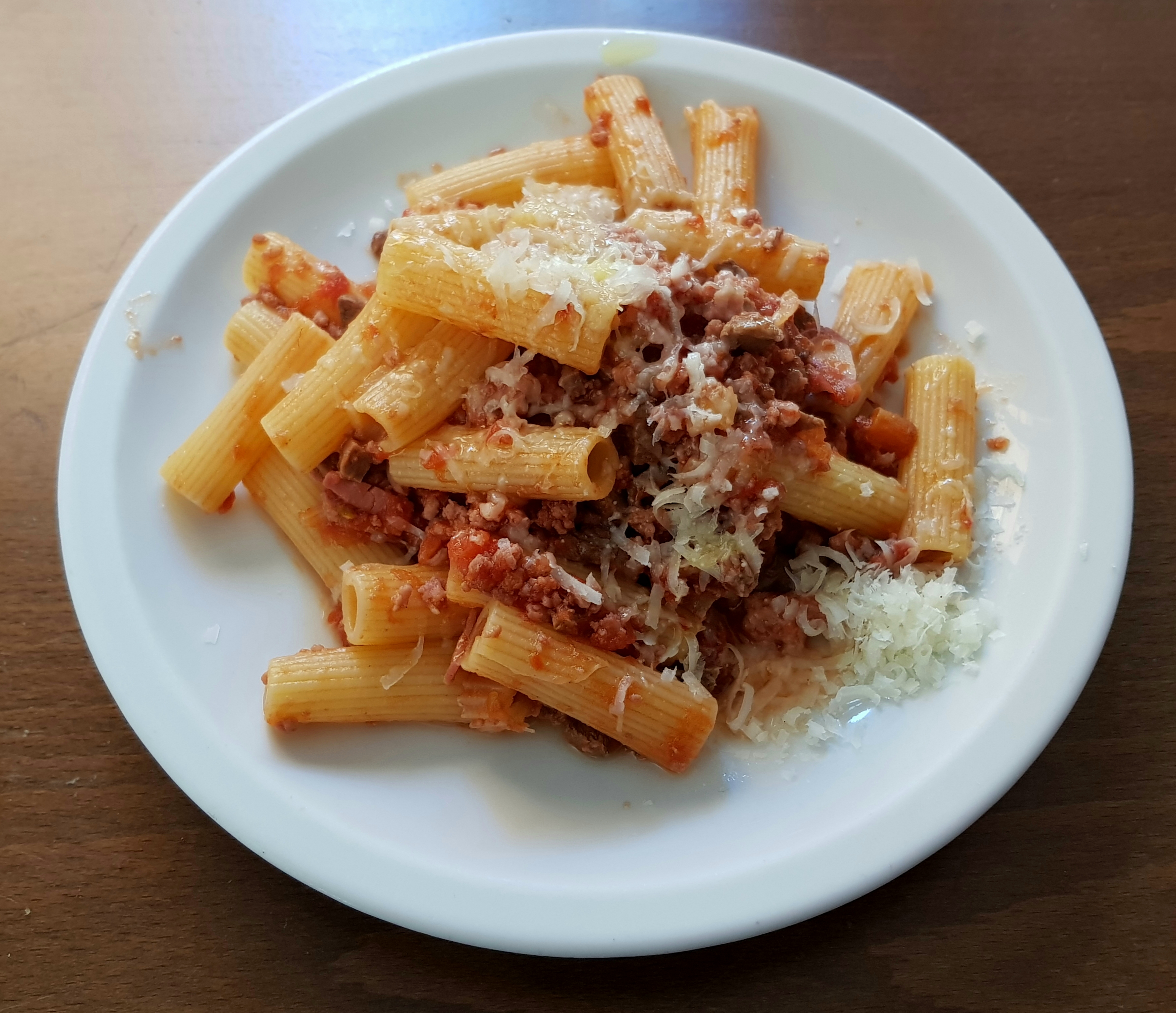
Rigatoni.
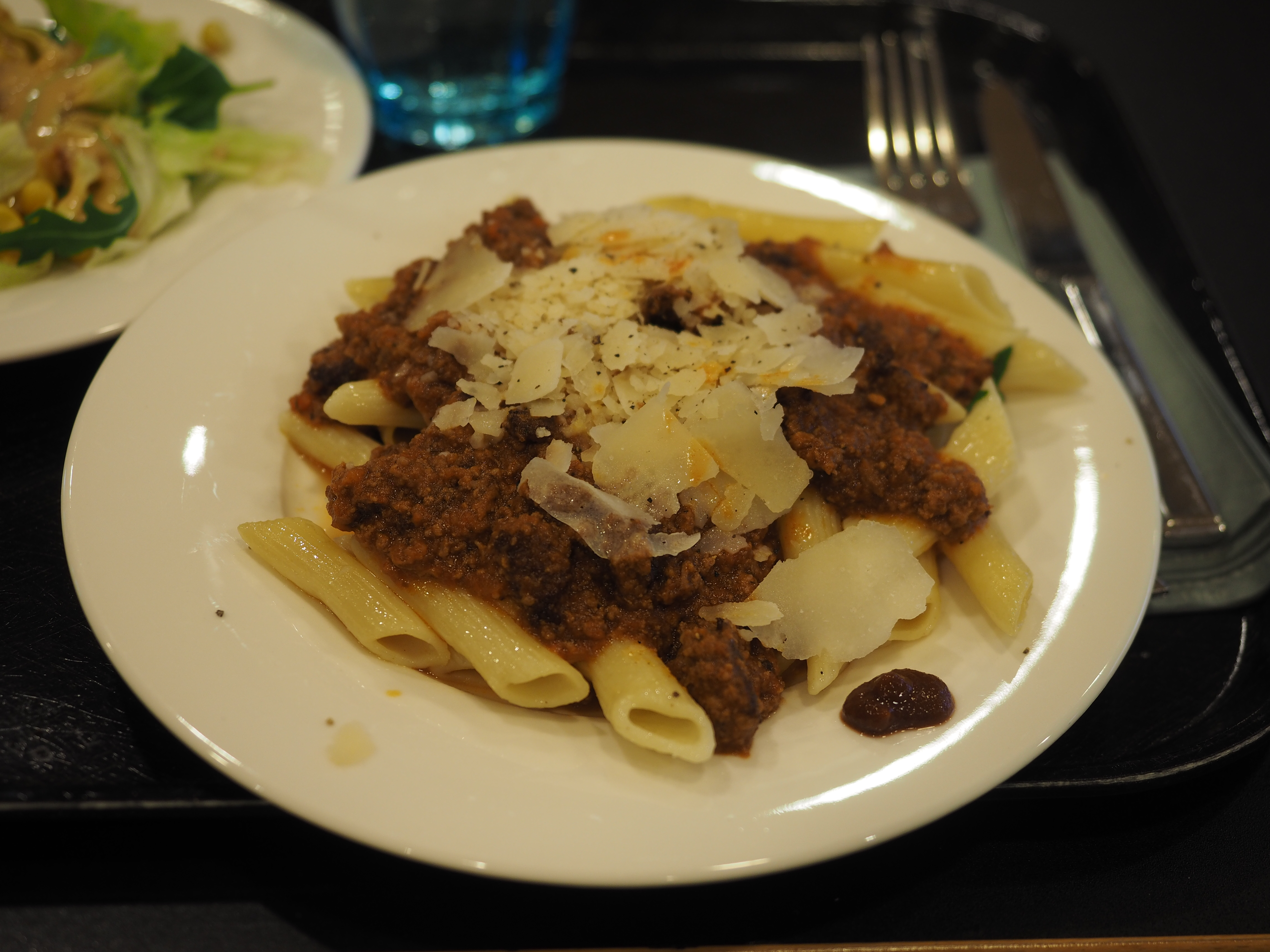
Pasta bolognese e Parmigiano.
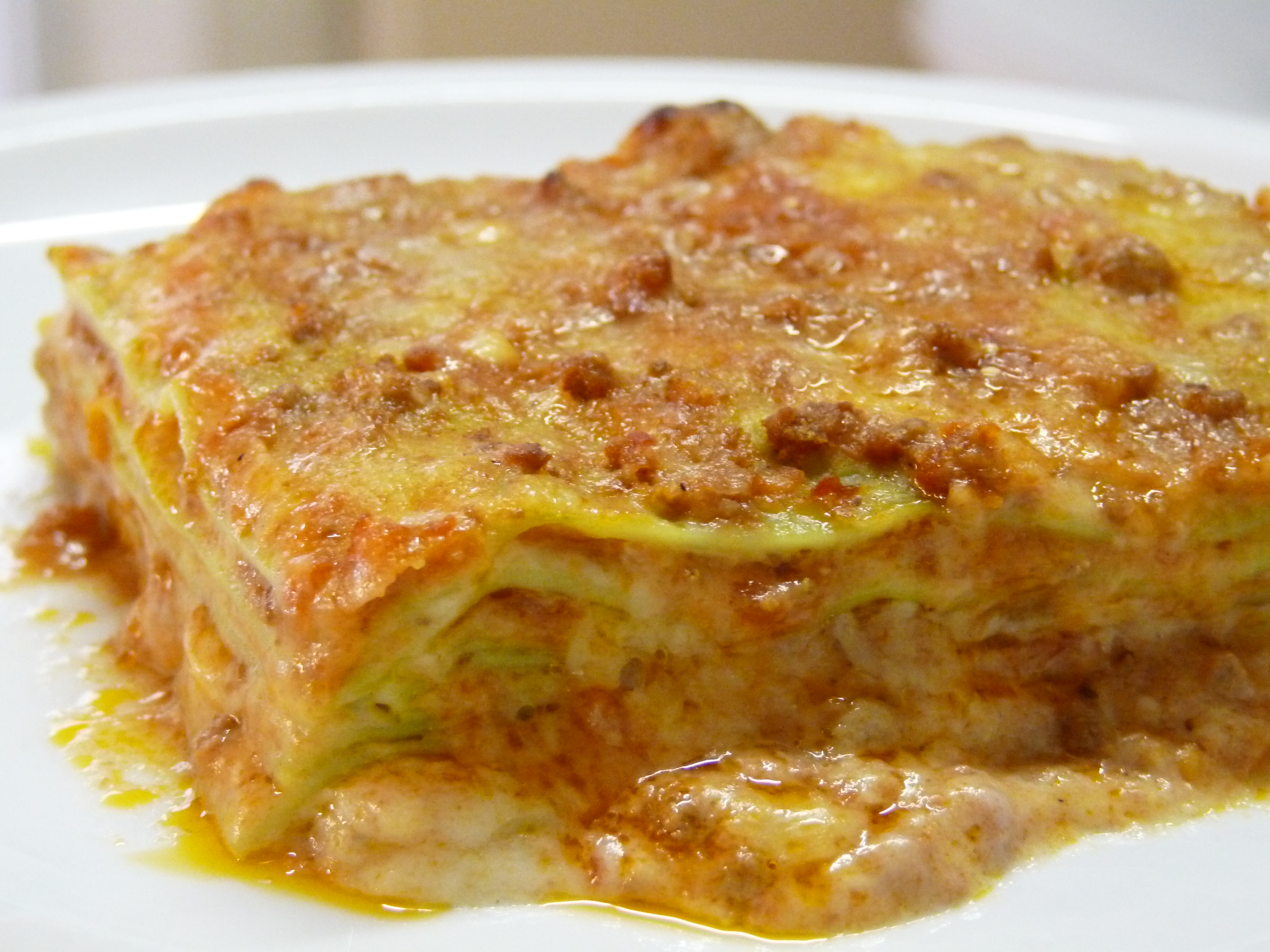
Lasagna bolognaise.

Diverses variantes de cette recette peuvent être cuisinées à base d'émincé ou de saucisse de porc, de poulet, de lapin, ou de foie d'oie, qui peuvent être ajoutés au bœuf ou au veau en diverses occasions. Le ragù doit mijoter de 5 à 6 heures ; plus la cuisson est longue, meilleure est la sauce,,,,,,.

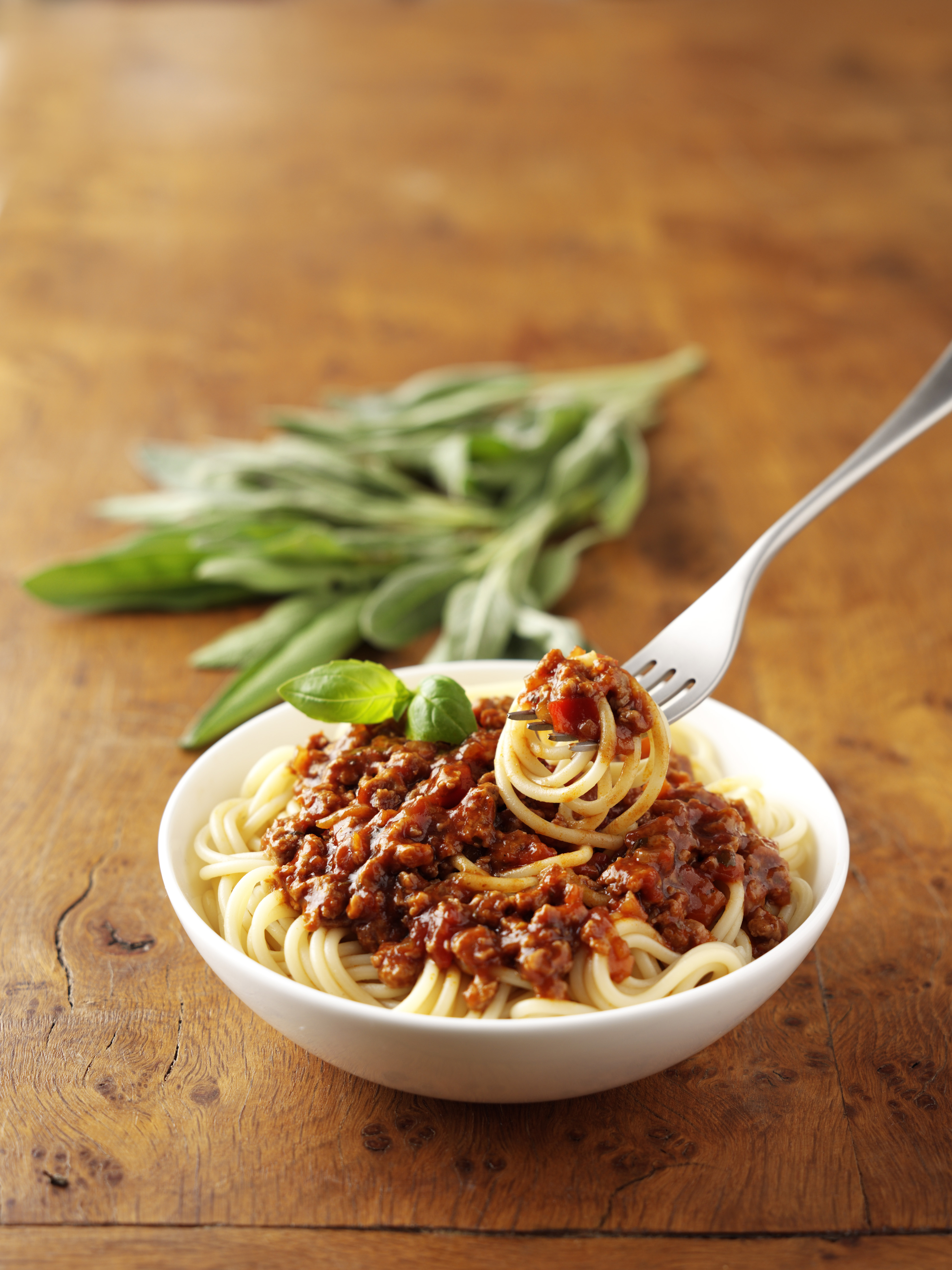
Spaghettis à la bolognaise.

La recette peut être améliorée avec du jambon, de la mortadelle, ou des champignons frais selon la saison, et le céleri, les carottes et les oignons peuvent être cuits à l'huile d'olive ou au beurre. Du lait ajouté au début de la recette peut adoucir les saveurs. La crème est rarement utilisée ou en faible quantité.

## Spaghettis à la bolognaise
La popularité des spaghettis bolognaise (ou « spaghettis à la sauce bolognaise ») dépasse largement les frontières italiennes, avec une recette à base de sauce tomate à la viande, plus ou moins proche de la version de Bologne, servie sur des spaghettis, avec une couche de parmesan râpé. De nombreuses versions précuisinées sont des produits courants de grande distribution. Toutefois, les spaghettis à la bolognaise n'existent pas à Bologne, où le ragù est toujours servi avec des pâtes aux œufs, généralement des tagliatelles (originaires du centre et nord de l'Italie) ou des lasagnes. Les spaghettis sont originaires de Naples, et le ragù de Naples (ragù alla napoletana) s'apparente plus à la recette habituelle des « spaghettis à la bolognaise » que le véritable ragù bolonais.